# Minamioguni
Minamioguni (jap. 南小国町 Minamioguni-machi) – miasto w Japonii, na wyspie Kiusiu, w prefekturze Kumamoto. Według danych na rok 2020 miejscowość zamieszkiwało 3 750 mieszkańców , a gęstość zaludnienia wyniosła 32,4 os./km².